# Nové Město pod Smrkem
Nové Město pod Smrkem är en stad i Tjeckien.   Den ligger i regionen Liberec, i den norra delen av landet, 110 km nordost om huvudstaden Prag. Nové Město pod Smrkem ligger 467 meter över havet och antalet invånare är 3 915.
Terrängen runt Nové Město pod Smrkem är kuperad åt sydost, men åt nordväst är den platt.Runt Nové Město pod Smrkem är det ganska glesbefolkat, med 43 invånare per kvadratkilometer. Närmaste större samhälle är Frýdlant v Čechách, 10,5 km väster om Nové Město pod Smrkem. I omgivningarna runt Nové Město pod Smrkem växer i huvudsak blandskog.